# Староволодимирівка
Староволоди́мирівка — село в Україні, у Берестинському районі Харківської області. Населення становить 112 осіб. Орган місцевого самоврядування — Володимирівська сільська рада.
Після ліквідації Сахновщинського району 19 липня 2020 року село увійшло до Красноградського (Берестинського) району.

## Географія
Село Староволодимирівка знаходиться на правому березі річки Орілька, вище за течією на відстані 3 км розташоване село Орільське, нижче за течією на відстані 2 км розташоване село Лісівка, на протилежному березі - село Артільне (Лозівський район). Русло річки частково використовується під Канал Дніпро — Донбас.

## Історія
В 1786 р. в плані генерального межування Зміївського повіту, називалася сільце Володимирське.
В 1864 р. в списках населених місць Харківської губернії, назва була село Володимирівка (Дерфельдинівка), при річці Орільці, з кількістю жителів 208 чоловік в 40 дворах.